# مایک اسکات
مایکل اسکات (انگلیسی: Michael Scott؛ زادهٔ ۱۴ دسامبر ۱۹۵۸) خواننده، ترانه‌سرا و نوازنده اسکاتلندی است. او عضو موسس، خواننده، گیتاریست و ترانه‌پرداز گروه راک واتربویز است. او همچنین دو آلبوم انفرادی به نام همه آنها را بیاورید و هنوز در حال افروختن را تولید کرده است. اسکات یک خواننده، گیتارنواز و نوازنده پیانو است و طیف وسیعی از سازهای دیگر از جمله بوزوکی، درام و ارگ هموند را در آلبوم‌های خود نواخته است. اسکات همچنین نویسنده چند اثر منتشر شده از جمله کتاب زندگی‌نامه‌اش با نام «ماجراهای یک واتربوی» (۲۰۱۲) است.
اسکات در دهه ۱۹۷۰ وارد حرفه موسیقی شد و از دهه ۱۹۸۰ به طور حرفه‌ای موسیقی می‌سازد. او در طول دوران فعالیتش، به دلیل تغییرات اساسی که در ژانرهای موسیقی داده، به خوبی شناخته شده است. آنچنان که خودش سبک کاری خود را «به‌ظاهر نامتعارف» توصیف کرده است.

## زندگی شخصی
همسر اول اسکات ایرنه کیوگ بود. او به مدت ۱۷ سال با همسر دومش جانت زندگی کرد.
او با کامیل اوسالیوان، خواننده-بازیگر نیز رابطه داشت که با او یک دختر متولد سال ۲۰۱۳ دارد.
اسکات در اکتبر ۲۰۱۶، با مگومی ایگاراشی هنرمند ژاپنی که خود را روکودناشیکو می‌نامد ازدواج کرد. پسر آنها در ۲ فوریه ۲۰۱۷ به دنیا آمد. اسکات از سال ۲۰۲۰ در دوبلین اقامت دارد.